# St. Nikolai (Neukirchen)

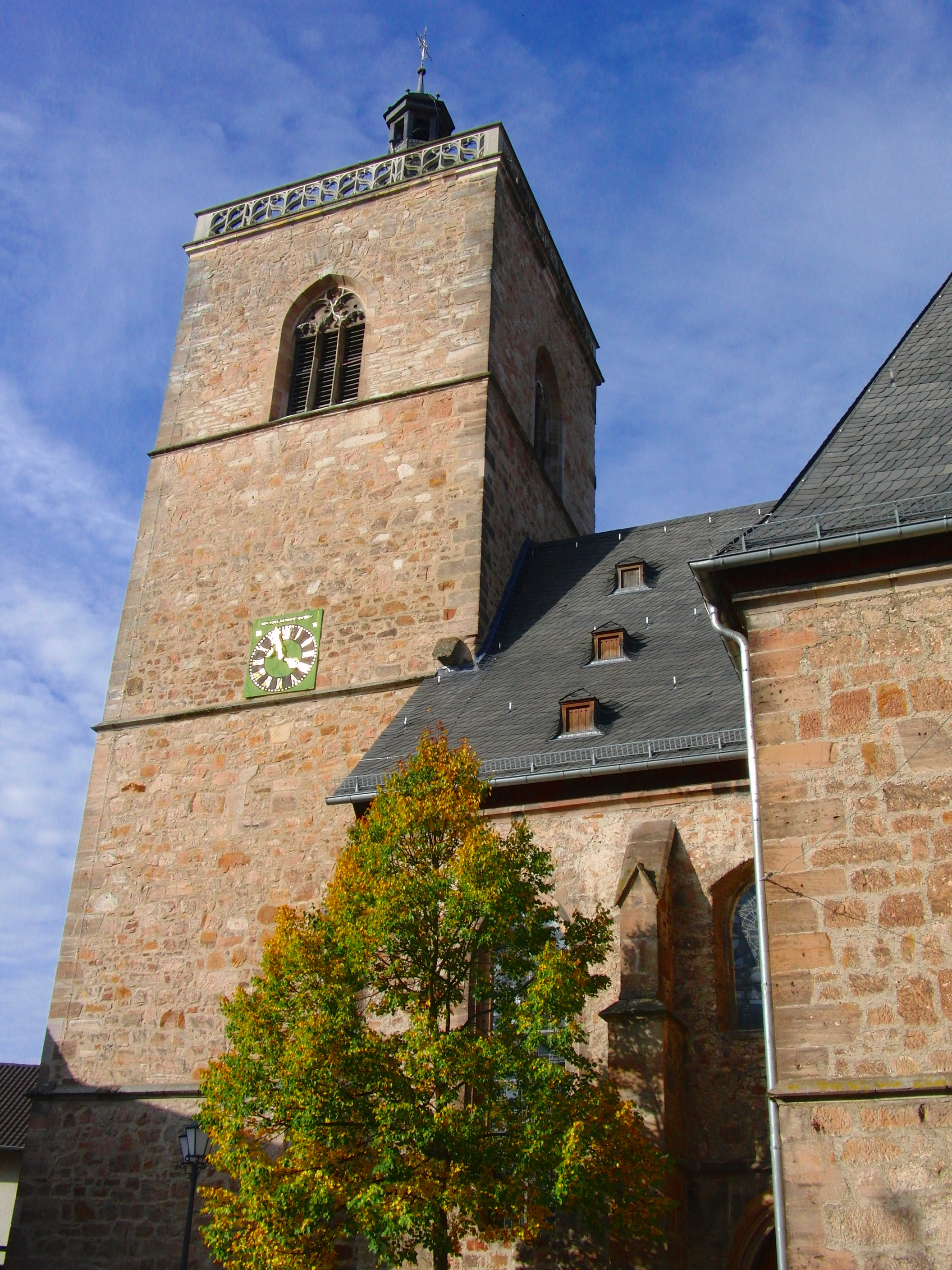
St. Nikolai in Neukirchen

Die evangelische Stadtkirche St. Nikolai ist ein denkmalgeschütztes Kirchengebäude, das in der Stadt Neukirchen im Schwalm-Eder-Kreis in Hessen steht. Die Kirchengemeinde gehört zum Kirchenkreis Schwalm-Eder im Sprengel Marburg der Evangelischen Kirche von Kurhessen-Waldeck.

## Beschreibung
Vom Vorgängerbau, einer gotischen Hallenkirche mit einem symmetrischen Langhaus aus zwei Kirchenschiffen, sind die Nordwand, der Chor samt angebauter Sakristei und die drei unteren Geschosse des Kirchturms im Westen erhalten. 1497 erfolgte der Bau der Hallenkirche mit einem Langhaus aus drei Kirchenschiffen und drei Jochen, an das Querarme als Kapellen angebaut wurden, von denen die nördliche deutlich niedriger ist. Außen an der südlichen Kapelle befindet sich eine spätgotische Sonnenuhr. Der eingezogene Chor hat ein Joch und einen 5/8-Schluss, an ihn ist nach Norden die zweigeschossige Sakristei angebaut. Der Turm, der aus der Längsachse etwas nach Norden verschoben ist, wurde um ein Geschoss erhöht, das mit einer Attika aus Maßwerk abschließt. Er ist mit einem Walmdach bedeckt, aus dessen Mitte sich ein sechseckiger Dachreiter erhebt. Hinter den dreiteiligen Klangarkaden befindet sich der Glockenstuhl, in dem drei Kirchenglocken hängen. Das Langhaus und die Kapellen sind mit Sterngewölben überspannt.